# Garp (musikgrupp)
Denna artikel handlar om musikgruppen Garp. Se också ordet Garp och romanen Garp och hans värld.
Garp var en svensk musikgrupp från Skellefteå som skivdebuterade 1994 med EP:n Faller en faller alla på skivbolaget A West Side Fabrications etikett Buffel.  "Hon är så mycket” från debut-EP:n var 1994 två veckor i rad bland de tio mest spelade sångerna i Sveriges Radio P3.

## Bandmedlemmar
- Bengt Strömbro - bas
- Mattias Kågström - trummor
- Mårten Lundmark - gitarr
- Henrik Oja - sång

## Diskografi
- CDS - Faller en faller alla [BUFs 01] A West Side Fabrication 1994[2]
- CD - Tillåten från 16 [BUF 02] A West Side Fabrication 1994[2]
- CDS - Träden viskar ditt namn [BUFs 09] A West Side Fabrication 1995[2]
- CDS - Regn i Massachusetts [BUFs 11] A West Side Fabrication 1995[2]
- CD - Opium [BUF 12] A West Side Fabrication 1995[2]